# Manfred May

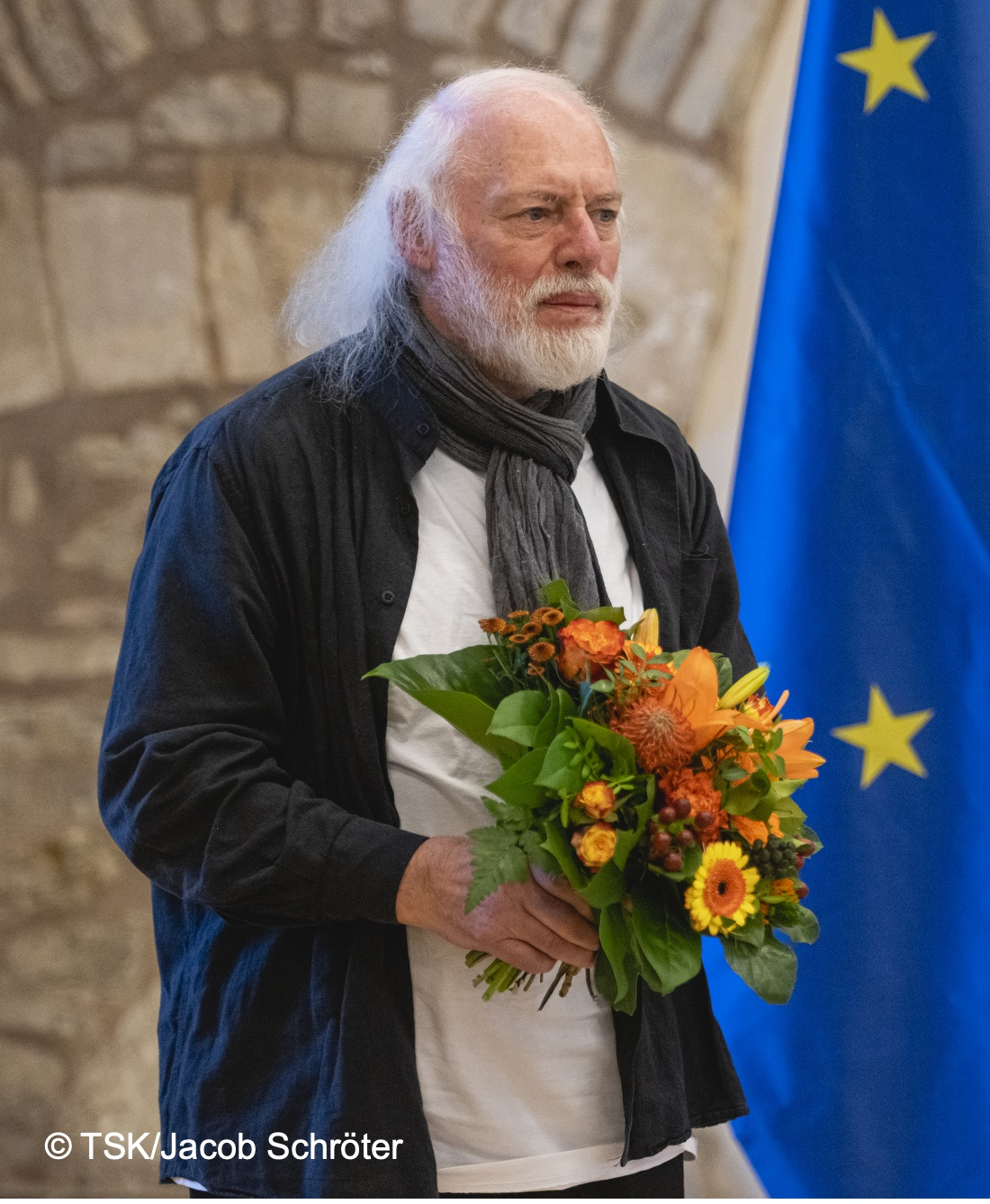
Manfred May (2022)

Manfred May (* 31. Oktober 1948 in Magdeburg) ist ein deutscher Künstler und Kurator. Für seine vielfältigen Aktivitäten zur Aufarbeitung von SED-Unrecht an ehemaligen DDR-Heimkindern erhielt er das Bundesverdienstkreuz.

## Leben
May ist der Sohn einer Grafikerin und eines Lehrers und Hochschuldozenten. 1967 absolvierte er sein Abitur an der Technischen Hochschule Otto-von-Guericke in Magdeburg, wo er Schüler einer Spezialklasse für Mathematik und Physik war. Im gleichen Jahr nahm er ein Studium im Fach Mathematik an derselben Hochschule auf, welches er 1971 mit dem Diplom abschloss. Während seiner Studienzeit geriet May wiederholt in Konflikt mit der SED-Diktatur, indem er sich kritisch zu politischen Entwicklungen positionierte. Unter anderem drückte er im August 1968 öffentlich seine Empörung über die Niederschlagung des Prager Frühlings aus, indem er den Namen „Dubček“ – ein Verweis auf den tschechoslowakischen Reformer Alexander Dubček – auf eine Straße in der Magdeburger Innenstadt schrieb. Trotz der politischen und symbolischen Protestaktionen konnte May sein Studium abschließen. Ab 1968 war er auch dem Ministerium für Staatssicherheit (MfS) bekannt. Zwischen 1978 und 1983 wurde er zunehmend, teilweise spürbar, von Inoffiziellen Mitarbeitern des MfS überwacht. Diese anhaltende staatliche Verfolgung, die abgeschwächt bis 1989 anhielt, führte zu erheblichem Druck, der sowohl May selbst als auch seine Familie stark belastete.
Obwohl May fachlich qualifiziert war, durfte er den Beruf eines Mathematikers in der DDR nicht ausüben. Von 1972 bis 1977 war er als Redakteur bei der CDU-Tageszeitung Der Neue Weg tätig. Parallel dazu übernahm er 1976 die Leitung einer Keramikwerkstatt, die sich auf Freizeitarbeit mit therapeutischer Ausrichtung spezialisierte. 1978 nahm May an einem Pilotprojekt zur ambulanten Psychotherapie an der Kreispoliklinik Zeitz teil, bei dem Gruppengespräche durch die Arbeit in der Keramikwerkstatt ergänzt wurden. Von 1979 bis 1992 war May außerdem als Co-Therapeut auf Honorarbasis tätig.
Manfred May ist verheiratet, hat zwei Töchter und lebt in Benshausen. Seit 1978 ist er als freier Künstler tätig.

## Künstlerische Tätigkeiten

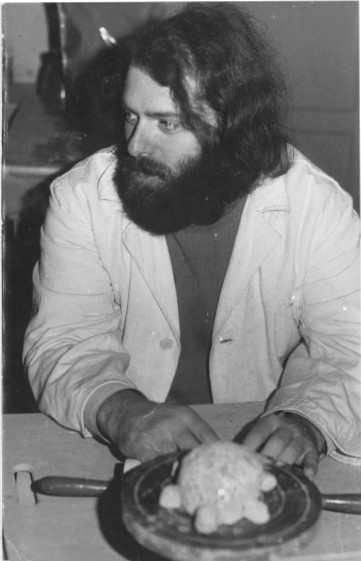
Keramikwerkstatt (1983)

Als 17-Jähriger begegnete Manfred May der materialsprachlich arbeitenden Künstlerin Christa-Maria Jeitner und dem Maler und Zeichner Frank Johannknecht. Obwohl May später weitgehend autodidaktisch arbeitete, spielten diese beiden Künstler eine entscheidende Rolle in seiner Entwicklung. Neben seinen zeichnerischen Werken entstanden vor allem Arbeiten im materialsprachlichen Ausdrucksspektrum, wobei die Begriffe „Material“ und „Fund“ zentrale Elemente seiner Kunst darstellen. Er wird nach Horst Schwebel als eigenständiger Entwicklungsstrang der arte povera gesehen. Seine Werke sind von literarischer Tiefe geprägt, wobei er auf Autoren wie Paul Celan, Nelly Sachs und Johannes Bobrowski Bezug nimmt. Seit den 1980er Jahren erweitert er sein Œuvre zunehmend um Rauminstallationen.
May hat nie dem Verband Bildender Künstler der DDR angehört, weshalb eine Legalisierung seiner Tätigkeit während der Existenz der DDR nicht erfolgte. Dank der Unterstützung durch Kollegen sowie dem Kunstdienst der evangelischen Kirche konnte er dennoch an Ausstellungen teilnehmen. So präsentierte er 1986 die Installation Narben im Berliner Dom. 1988 stellte er in der Französischen Friedrichstadtkirche in Berlin die Installation Im Gedenken an Vertreibung und Vernichtung der europäischen Juden vor, die er gemeinsam mit Christa-Maria Jeitner und Friedrich Stachat realisierte. Für seine raumfüllenden Installationen nutzte May bevorzugt „lost places“, wie bspw. das Bergwerk Abteroda oder die ehemaligen Mercedeswerke Zella-Mehlis.
Nach der deutschen Wiedervereinigung nahm May auch Tätigkeiten als Kurator wahr. Er leitete internationale Kunstprojekte in Deutschland, der Schweiz, Ungarn und Albanien. 1999 erhielt er ein dreimonatiges Stipendium der Christoph-Merian-Stiftung, aus der die Ausstellung Ankunft/Innen – Basel-Suite in Suhl entstand. Besonders hervorzuheben sind die internationalen Kunstprojekte EINSCHLUSS 1–3, die May zwischen 2005 und 2007 als künstlerischer Leiter initiierte. Diese Projekte fanden in einem vom Abriss bedrohten Gebäude statt, das zu DDR-Zeiten die Untersuchungshaftanstalt des MfS in Erfurt beherbergte. Ziel der Ausstellungen war es, an das individuelle Leid der politischen Häftlinge zu erinnern und zugleich ein Bewusstsein für die Bedeutung des Ortes als Gedenkstätte zu schaffen, um so den Abriss des Gebäudes zu verhindern. Die Kunstprojekte leisteten letztlich einen entscheidenden Beitrag zum Erhalt des Gebäudes und dessen Umwandlung zur heutigen Gedenk- und Bildungsstätte Andreasstraße. May blieb der Gedenkstätte Andreasstraße weiterhin verbunden und kuratierte zwischen 2014 und 2018 drei weitere Sonderausstellungen an diesem Erinnerungsort.

## Aufarbeitung SED-Unrecht an ehemaligen Heimkindern in der DDR
Parallel zu seiner künstlerischen Arbeit engagierte sich Manfred May in der Aufarbeitung der Schicksale politischer Verfolgter in der ehemaligen DDR, wobei er sich vor allem für Menschen einsetzte, die ihre Kindheit und Jugend in Heimen oder Jugendwerkhöfen der DDR verbracht hatten. Zwischen 2003 und 2012 war er in der Beratungsinitiative des Freistaates Thüringen für Opfer politischer Verfolgung in SBZ und DDR tätig. Seine Arbeit umfasste vor allem Unterstützung bei Fragen zu Rehabilitierungsangelegenheiten. Im Jahr 2009 beauftragte ihn das Thüringer Ministerium für Arbeit, Soziales, Gesundheit, Frauen und Familie mit dem Aufbau einer Thüringer Anlaufstelle für ehemalige DDR-Heimkinder, die er bis Ende 2013 leitete. Seine Tätigkeit bestand vor allem darin, explorative Gespräche mit Betroffenen zu führen. Seine engagierte Begleitung ermöglichte es vielen Betroffenen, ihre traumatischen Erlebnisse erstmals öffentlich auszusprechen und individuelle Erfahrungen aufzuarbeiten, die sie zuvor jahrzehntelang belastet hatten. In den darauffolgenden Jahren vertrat er vereinzelt das Bundesland Thüringen in Bundes- und Landesgremien zur Aufarbeitung der DDR-Vergangenheit. Von 2011 bis 2012 war May neben Peter Schruth und Claudia Kittel Co-Moderator der Beteiligung Betroffener an der Errichtung des Fonds-Heimerziehung (Ost), der als Hilfesystem für ehemalige DDR-Heimkinder durch den Bund und die ostdeutschen Länder zur Jahresmitte 2012 installiert werden sollte. Seit 2018 ist May Herausgeber der Schriftenreihe: edition H – Heimerziehung in der DDR in Selbstzeugnissen.
2022 wurde Manfred May mit dem Verdienstkreuz am Bande für seine Leistungen bei der Aufarbeitung des DDR-Unrechts und insbesondere bei dem sensiblen Thema der DDR-Heimerziehung ausgezeichnet.

## Werke (Auswahl)
- 1978: weiß zu Paul Celan (Papierobjekt)
- 1978: In der Flucht zu Nelly Sachs (Papierobjekt)
- 1982: Wortspur zum Tagebuch des Petter Moen (Plastisches Objekt)
- 1983: Mal und Landschaften (Rauminstallation)
- 1983: Hommage à Bobrowski (Rauminstallation)
- 1989: so dass, vollkommen, jeder Anspruch der Würde vernichtet war, Fünf Fahnen für Gert Neumann (Papierobjekt)
- 1998: Bleiben/Vergehen I - V (Bodenskulptur - Ziegel, Stahl, Glas, Holz)

## Ausstellungen (Auswahl)

"so dass, vollkommen, jeder Anspruch der Würde vernichtet war", Fünf Fahnen für Gert Neumann, 1989

### Einzelausstellungen (Auswahl)
- 1980: Kleine Humboldt-Galerie, Berlin
- 1986: Narben, Berliner Dom, Berlin
- 1988: 9. November 1989 - Im Gedenken an Verfolgung und Vernichtung der Juden (mit Christa-Maria Jeitner und Friedrich Stachat), Französische Friedrichstadtkirche Berlin, Berlin
- 1991: Depot 91, Galerie am Herrenteich, Suhl
- 1993: Kunstraum St. Virgil (mit Christa-Maria Jeitner), Salzburg
- 1998: Raster/Namen/Steine/Schatten - Arbeiten 1978 bis 1998, Werkschau, Zentrum für Gegenwartskunst Südthüringen, ehem. Mercedes-Werke, Zella-Mehlis
- 2001: Nacht/Gärten, Stadtbibliothek, Franziskaner-Klosterkirche, Brikettfabrik Herrmannschacht, Zeitz
- 2006: in fließendes Wasser geschrieben, Galerie im Bürgerhaus (mit Ingrid Bahß und Hanns-Holger Rutz), Zella-Mehlis
- 2008: Korrespondenzen (mit Thomas Wolf), Kunsthalle Arnstadt
- 2009: 5, Turm der Lutherkirche Köln
- 2010: ...lebe ich inmitten... / Schneeschrift (Doppelausstellung), Kunstmuseum Unsere lieben Frauen, Literaturhaus Magdeburg
- 2010: Und der Staub / auf den Grund der Flüsse gelegt (Johannes Bobrowski), Salzkirche Werben, Installation zur Jahrestagung der Bobrowski-Gesellschaft
- 2014: Formulierungen, Gedenk- und Bildungsstätte Andreasstraße, Erfurt
- 2021–2022: STATT I - VI, Installationen in Benshausen
- 2024: Einschnürungen, Fliesenschön, Gera

### Gruppenausstellungen (Auswahl)
- 1977: Collagen, Frottagen Assemblagen von Künstlern der DDR, Galerie am Sachsenplatz, Leipzig
- 1981: Drawing 81 - Drawing on the World, Billingham Art Gallery, Bowes Museum, Barnard Castle, Stripley Art Gallery,     Gateshead, House of Commons, London
- 1982: Plastik zum Begreifen, Brandenburg
- 1983: Kunstdienst der evangelischen Kirche Erfurt
- 1983: A Taj - The Landscape, Pécs
- 1987: Art of the World, Budapest
- 1989: Hommage à Glöckner, Galerie am Sachsenplatz, Leipzig
- 1993: Übungsgelände - Europa, der Nacken des Stieres, europäisches Kunstprojekt, Suhl
- 2002: Kalligraphie der Zahl (u. a. mit Roman Opalka, Rune Mields und Kathrin Gassmann), Kaufmannskirche und Commerzbank, Erfurt
- 2005: EINSCHLUSS - ehemalige Untersuchungshaftanstalt des MfS, Erfurt
- 2006: EINSCHLUSS II, Erfurt
- 2007: EINSCHLUSS III, Erfurt
- 2018: DURCHGANG, Gedenk-     und Bildungsstätte Andreasstraße, Erfurt

## Schriften

### Herausgeberschaft
edition H - Heimerziehung in der DDR in Selbstzeugnissen. Selbstzeugnisse Betroffener und Quellenpublikationen von Materialen der DDR Jugendhilfe.
- Gisela Schubert: Ich, Gisela Schubert. In: Manfred May (Hrsg.): edition H. 2018, Band 1, ISBN 978-3-9819919-0-1.
- Alexander Matzke: Wie geht es Dir, mir geht es gut. In: Manfred May (Hrsg.): edition H, 2018, Band 2, ISBN 978-3-9819919-1-8.
- Birgit Eisenacher: Da oben, auf dieser Burg. In: Manfred May (Hrsg.): edition H, Band 3, 2019, ISBN 978-3-9819919-2-5.
- Materialien I: Kontrolle – keine Vorkommnisse. In: Manfred May (Hrsg.): edition H, 2020/21, ISBN 978-3-9819919-3-2.
- Materialien II: Geduscht Delitexbehandelt Eingekleidet Isoliert. In: Manfred May (Hrsg.): edition H, 2021, ISBN 978-3-9819919-4-9.
- Carola Castens: Leise schreien. In: Manfred May (Hrsg.): edition H, 2022, ISBN 978-3-9819919-5-6.
- Kerstin Kratzenberger: Mein Leben und ich. In: Manfred May (Hrsg.): edition H, 2022, ISBN 978-3-9819919-7-0.
- Simone Piorek: Republikflucht im schweren Fall. In: Manfred May (Hrsg.): edition H, 2022, ISBN 978-3-9819919-6-3.
- Gisela Schubert: Letzte Briefe. In: Manfred May (Hrsg.): edition H, 2024, ISBN 978-3-9819919-9-4.

### Aufsätze
- Die Kostbarkeit der Stimmen. In: psychosozial 169: Erinnerung im Widerspruch - Psychologie. Repression und Aufarbeitung (in) der DDR, Jahrgang 25, Nr. 169, 2022, Heft III, S. 92–93.
- Hören - einfach nur zuhören. In: Zhomas Bahne (Hrsg.): Verletzbarkeit des Humanen. Sexualisierte Gewalt an Minderjährigen im interdisziplinären Diskurs. Regensburg 2021, ISBN 978-3-7917-3241-1, S. 265–196.
- Spezifische Probleme ehemaliger DDR-Heimkinder im Alter. In: Kasten Laudien (Hrsg.): Aufarbeitung und soziale Betreuung ehemaliger Heimkinder. Dokumentation der erweiterten Fachbeiratssitzung der Berliner Anlauf- und Beratungsstelle am 14. Juni 2016, Berlin 2018, ISBN 978-3-8305-3818-9, S. 21–38.
- (Zu) Hören - Erfahrungen aus Gesprächen mit ehemaligen DDR-Heimkindern. In: Schriftenreihe des Ministeriums für Soziales, Familie und Gesundheit, ISBN 978-3-934761-87-9.